# Let's Get Loud
"Let's Get Loud" je peti i posljednji singl s debitantskog albuma On the 6 američke pjevačice Jennifer Lopez, a objavljen je 8. kolovoza 2000. u izdanju diskografske kuće Epic Records.

## O pjesmi
Pjesma je kao singl objavljena samo u Europi i Australiji, pa u SAD-u nije dospjela na ljestvicu singlova, ail je dospjela na tamošnju ljestvicu dance singlova na broj 39. S tom je pjesmom Jennifer zadarila svoju drugu zaredom Grammy nominaciju za najbolji dance video 2001. godine.

## Popis pjesama

### Europski CD singl
1. "Let's Get Loud"
2. "Let's Get Loud" (Kung Pow Radio Mix)

### Europski CD maksi singl
1. "Let's Get Loud" (Album Version)
2. "Let's Get Loud" (Kung Pow Radio Mix)
3. "Let's Get Loud" (Castle Hill Club Mix)
4. "Let's Get Loud" (Matt & Vito's Live Your Life Radio Edit)

### Australski CD singl
1. "Let's Get Loud"
2. "Let's Get Loud" (Kung Pow Radio Mix)
3. "Let's Get Loud" (Castle Hill Club Mix)
4. "Let's Get Loud" (D.MD Strong Club)
5. "Let's Get Loud" (Matt & Vito's Live Your Club Mix)

## Videospot
Spot je snimljen 1999. godine pod redateljskom palicom Jeffreya Doea na Svjetskom prvenstvu u nogometu za žene. U videu je prikazan Jennifer kako izvodi pjesmu "Let's Get Loud".

## Top ljestvice
| Top ljestvice (2000.)             | Najviša pozicija |
| --------------------------------- | ---------------- |
| Australija                        | 9                |
| Austrija                          | 11               |
| Belgija (Flandrija)               | 7                |
| Belgija (Valonija)                | 21               |
| Nizozemska                        | 2                |
| Francuska                         | 40               |
| Njemačka                          | 13               |
| Italija                           | 6                |
| Švedska                           | 52               |
| Švicarska                         | 10               |
| SAD Billboard Hot Dance Club Play | 39               |

## Certifikacije
| Država     | Certifikacija | Prodaja |
| ---------- | ------------- | ------- |
| Australija | Platinasta    | 70.000  |
| Nizozemska | Zlatna        | 25.000  |

## Nagrade i nominacije

### Grammy nagrade
- nominacija - najbolji dance video (2000.)